# Germinal Cimarelli
Germinal Cimarelli (Terni, 5 luglio 1911 – Monte Torre Maggiore, 20 gennaio 1944) è stato un operaio, antifascista e partigiano italiano.

## Biografia
Germinal Cimarelli nacque il 5 luglio 1911 da una famiglia di estrazione popolare a Terni. Molto giovane iniziò a lavorare come operaio presso le Acciaierie di Terni, avvicinandosi alle idee socialiste e nel 1932 al Partito Comunista Italiano clandestino. Nel 1934 militava nel ristretto gruppo comunista ternano.

### Il carcere
Il 21 agosto 1936 si svolse a Terni a opera dei militanti del PCI clandestino una grande e articolata operazione di propaganda, con la diffusione di volantini a sostegno della Repubblica spagnola, aggredita da Francisco Franco con l'appoggio dell'Italia e della Germania nazista. A seguito di ciò fu immediata la reazione della polizia del regime fascista, che arrestò decine di persone sospettate di essere antifasciste. Tra di esse vi era il giovane Germinal Cimarelli, che aveva collaborato attivamente all'attività di volantinaggio, e che perciò il 22 settembre 1936 veniva condannato a 5 anni di confino, da scontarsi presso il carcere di Tremiti. Da lì venne successivamente trasferito alla colonia penale di Ponza. Allo scadere della pena, nel 1941, le autorità decisero di prolungare la prigionia fino alla fine della guerra, considerandolo un elemento politicamente pericoloso, che non aveva dato segno di ravvedimento durante il carcere.
Solo dopo il 25 luglio 1943, con la caduta del Fascismo, Cimarelli venne scarcerato e, raggiunta Terni, si mise immediatamente in contatto con gli antifascisti.

### La Resistenza
Dopo l'armistizio dell'8 settembre nei dintorni di Terni si vennero subito formando le prime formazioni partigiane, a opera di Alfredo Filipponi e di altri antifascisti provenienti dalla clandestinità. Tali bande si vennero via via radicando e ampliando, fino ad arrivare a costituire la Brigata Garibaldi "Antonio Gramsci", una delle prime e più rilevanti Brigate Garibaldi dell'Italia Centrale.
Cimarelli, messosi subito a disposizione, venne inizialmente incaricato di tenere i rapporti del CLN e del PCI ternani con i centri dirigenti di Roma e Firenze, a causa anche di una menomazione all'occhio che ne sconsigliava l'utilizzo in una formazione di combattimento. A seguito però delle sue ripetute insistenze, venne allora destinato a un piccolo distaccamento partigiano, Gruppo “Stella Rossa”, operante sui monti sopra Terni, tra Cesi e la Valserra. 

Cimarelli, secondo da sinistra, sui monti di Cesi insieme ad altri partigiani, 1943.

Tale banda, Gruppo “Stella Rossa”, faceva capo alla Brigata Garibaldi "Antonio Gramsci", pur operando geograficamente distaccata dal teatro di azione di alcuni battaglioni della Brigata, dislocati sui monti tra la Valnerina, Norcia, Cascia e Leonessa. A Cimarelli venne dato l'incarico di commissario politico della formazione, al cui comando era posto Elbano Renzi. La banda contava all'incirca 20 partigiani, a cui si erano uniti alcuni prigionieri di guerra sovietici liberati da un campo di lavoro presso Papigno.

### La morte
Verso metà di gennaio del 1944, alla formazione partigiana, installata presso il Monte Torre Maggiore, sopra Cesi, giunse notizia che si stava preparando un rastrellamento per distruggerla. I partigiani però sottovalutarono la notizia, così che nel primo pomeriggio del 20 gennaio 1944 vennero sorpresi presso l'accampamento dalle truppe tedesche. Venne ordinata la ritirata, ma d'un tratto la banda si ritrovò la strada tagliata da soldati nemici che sopraggiungevano dall'altra direzione.
Attaccati da soverchianti forze tedesche, per evitare l'accerchiamento e la distruzione del reparto, Cimarelli decise di fermarsi e, innalzata una bandiera tricolore, da solo con un fucile mitragliatore affrontò i nemici che avanzavano, riuscendo a coprire col suo sacrificio la ritirata dei compagni.
La sera stessa della sua morte, Cimarelli venne insignito della Medaglia d'Oro al Valor Militare alla memoria.
Nei giorni successivi al rastrellamento, i partigiani sopravvissuti del distaccamento di Cesi vennero reinquadrati nei ranghi della Brigata Garibaldi "Antonio Gramsci", il cui comando scelse di intitolare alla memoria di Germinal Cimarelli uno dei suoi battaglioni.